# Wolrad IV
Wolrad IV (ur. 7 lipca 1588, zm. 6 października 1640 w Arolsen) – hrabia Waldeck-Eisenberg od 1588.

## Życiorys
Wolrad IV był młodszym synem hrabiego Waldeck-Eisenberg Jozjasza I i Marii, córki Albrechta X, hrabiego Barby i Mühlingen. Jego ojciec zmarł nagle podczas uroczystości dla uczczenia jego chrztu. Wraz ze starszym bratem Chrystianem odziedziczył po ojcu hrabstwo Waldeck-Eisenberg. Bracia połączyli pod swoimi rządami całe dziedzictwo rodu Waldeck po wygaśnięciu linii z Wildungen (1598) i Landau. Potem podzielili je między siebie (Chrystian otrzymał część z Wildungen, a Wolrad z Eisenbergiem). Dzięki małżeństwu z hrabianką badeńską Anną Wolrad uzyskał hrabstwo Cuylenburg. W 1625 wraz z bratem odziedziczył hrabstwo Pyrmontu. Toczył spory z miastem Korbach, które spowodowały w 1621 interwencję wojskową landgrafa Hesji-Kassel Maurycego Uczonego po stronie mieszczan i zniszczenie księstwa.

## Rodzina
Żoną Wolrada była Anna, córka hrabiego Badenii-Durlach Jakuba III, zmarła w 1649. Mieli dziesięcioro dzieci:
- Maria Elżbieta (1608–1643), żona hrabiego Badenii-Durlach Fryderyka V,
- Jozjasz Florens (1612–1613),
- Filip Teodor (1614–1645), hrabia Waldeck-Eisenberg,
- Jan Ludwik (1616–1638),
- Jerzy Fryderyk (1620–1692), książę Waldeck-Eisenberg,
- Jakub (1621–1645),
- Chrystian (1623–1623),
- Anna Juliana (1624–1624),
- Wolrad (1625–1657),
- Szarlotta (1629–1629)[1].